# Paul Costello
Paul Vincent Costello (født 27. december 1894 i Philadelphia, Pennsylvania, død 17. april 1986 smst.) var en amerikansk roer og tredobbelt olympisk guldvinder.

## Rokarriere
Costello roede både single- og dobbeltsculler, og han blev amerikansk mester i førstnævnte båd i 1919 og 1922. Han fik dog størst succes i dobbeltsculleren, hvor han først roede sammen med sin fætter, Jack Kelly, Sr., som han vandt adskillige amerikanske og canadiske mesterskaber med.
Sammen med Kelly deltog han i OL 1920 i Antwerpen, hvor de nemt vandt deres semifinale, mens finalen også ret nemt blev vundet, idet de var ti sekunder foran italienerne Erminio Dones og Pietro Annoni, mens franskmændene Alfred Plé og Gaston Giran blev nummer tre.
Ved OL 1924 i Paris deltog igen kun fem både, heriblandt Kelly og Costello, og igen vandt de sikkert deres semifinale. I finalen var det franskmændene Marc Detton og Jean-Pierre Stock, der første indtil 1500 meter, hvorpå amerikanerne tog over og vandt rimeligt sikkert. Detton og Stock fik sølv, mens schweizerne Rudolf Bosshard og Heini Thoma fik bronze.
Inden OL 1928 i Amsterdam stoppede Kelly sin karriere, men Costello fortsatte, nu med Charley McIlvaine som makker. Denne duo kom også med til OL i Amsterdam, hvor de klart vandt alle deres indledende heat, inden de i semifinalen mødte østrigerne Leo Losert og Viktor Flessl, som de havde besejret en gang i konkurrencen, en bedrift de gentog her. I finalen besejrede de canadierne Joe Wright, Jr. og Jack Guest med ti sekunder, mens Losert og Flessl fik bronze (canadierne var gået i finalen uden modstandere i deres semifinale). Med sejren blev Costello den første roer, der vandt tre OL-guldmedaljer i træk i samme disciplin.

## OL-medaljer
- 1920:  Guld i dobbeltsculler
- 1924:  Guld i dobbeltsculler
- 1928:  Guld i dobbeltsculler